# Emanación fría
Una emanación fría (a veces llamadas fuentes frías) es un área del lecho marino donde se dan filtraciones de sulfuro de hidrógeno, de metano y de otros fluidos ricos en hidrocarburos, a menudo en forma de piscinas de salmuera. Las emanaciones frías forman un bioma que alberga a multitud de especies endémicas.
Alrededor de las emanaciones frías proliferan comunidades enteras de organismos independientes de la luz conocidos como extremófilos, la mayoría de ellos basados en relaciones simbióticas con bacterias quimioautotróficas. Estas procariotas, tanto Arqueas como Bacteria, procesan el sulfuro y el metano a través de la quimiosíntesis obteniendo energía química. Muchos organismos complejos, tales como almejas de la familia Vesicomyidae y gusanos tubícolas de la familia Siboglinidae, usan esta energía para llevar a cabo sus propios procesos vitales. A cambio los microbios reciben tanto seguridad como una fuente estable de alimentos. Otros microbios forman tapetes que cubren considerables áreas.
Aparte de las comunidades de los restos de ballenas, las emanaciones frías y las fuentes hidrotermales tienen en común que son las únicas comunidades conocidas que no se basan en la fotosíntesis para la producción de energía y de alimentos. Al contrario que las fuentes hidrotermales, que son ambientes volátiles y efímeros, las emanaciones frías emiten a una velocidad lenta y segura. Probablemente debido a la estabilidad y a las temperaturas más frías, muchos organismos de las emanaciones frías viven por más tiempo que los que habitan en las fuentes hidrotermales. Investigaciones recientes han revelado que los gusanos tubícolas de las emanaciones frías Lamellibrachia luymesi pueden ser los invertebrados no coloniales conocidos con una vida más larga, ya que llegan a vivir entre 170 y 250 años.[cita requerida]
Las emanaciones frías fueron descubiertas en 1984 por el Dr. Charles Paull en el golfo de México a una profundidad de 3200 m. Desde entonces, se han descubierto emanaciones frías en otras partes de los océanos del mundo, que incluyen el Cañón de Monterey en las afueras de la bahía de Monterrey, California, el mar de Japón, el exterior de la costa pacífica de Costa Rica, el exterior del Atlántico de África, las aguas de las costas exteriores de Alaska, y bajo la plataforma de hielo de la Antártida. La comunidad de emanaciones frías más profunda que se conoce ha sido encontrada en la Fosa de Japón a una profundidad de 7326 m.
Las emanaciones frías desarrollan una topografía peculiar a lo largo del tiempo, debido a las reacciones entre el metano y el agua de mar crean formaciones rocosas de carbonatos y arrecifes. Estas reacciones pueden ser además dependientes de la actividad bacteriana. La Ikaita, un carbonato cálcico hidratado, puede darse en las emanaciones frías con la oxidación del metano.

## Registro fósil
Se encuentran depósitos de las emanaciones frías en el registro de las rocas fanerozoicas, especialmente en el Mesozoico tardío y en el Cenozoico (véase, por ejemplo, Kaim et al., 2008). Estas emanaciones frías fósiles se caracterizan por una topografía tipo montículo, con carbonatos gruesamente cristalizados, y abundantes moluscos y braquiópodos.

## Galería

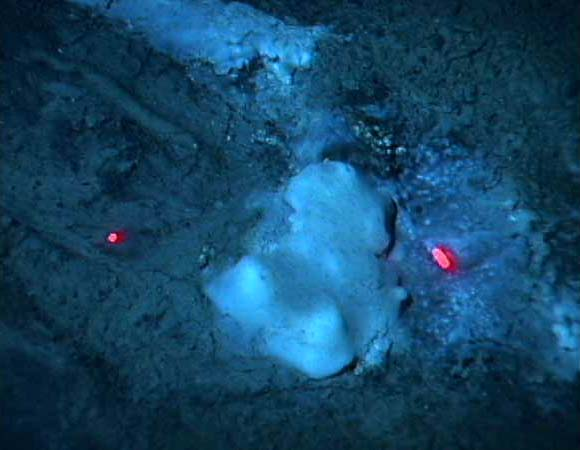
Tapete bacteriano de Beggiatoa en una emanación en la Dorsal Blake, mar adentro de Carolina del Sur (EE.UU.). Los puntos rojos son punteros laser para visualizar la escala.
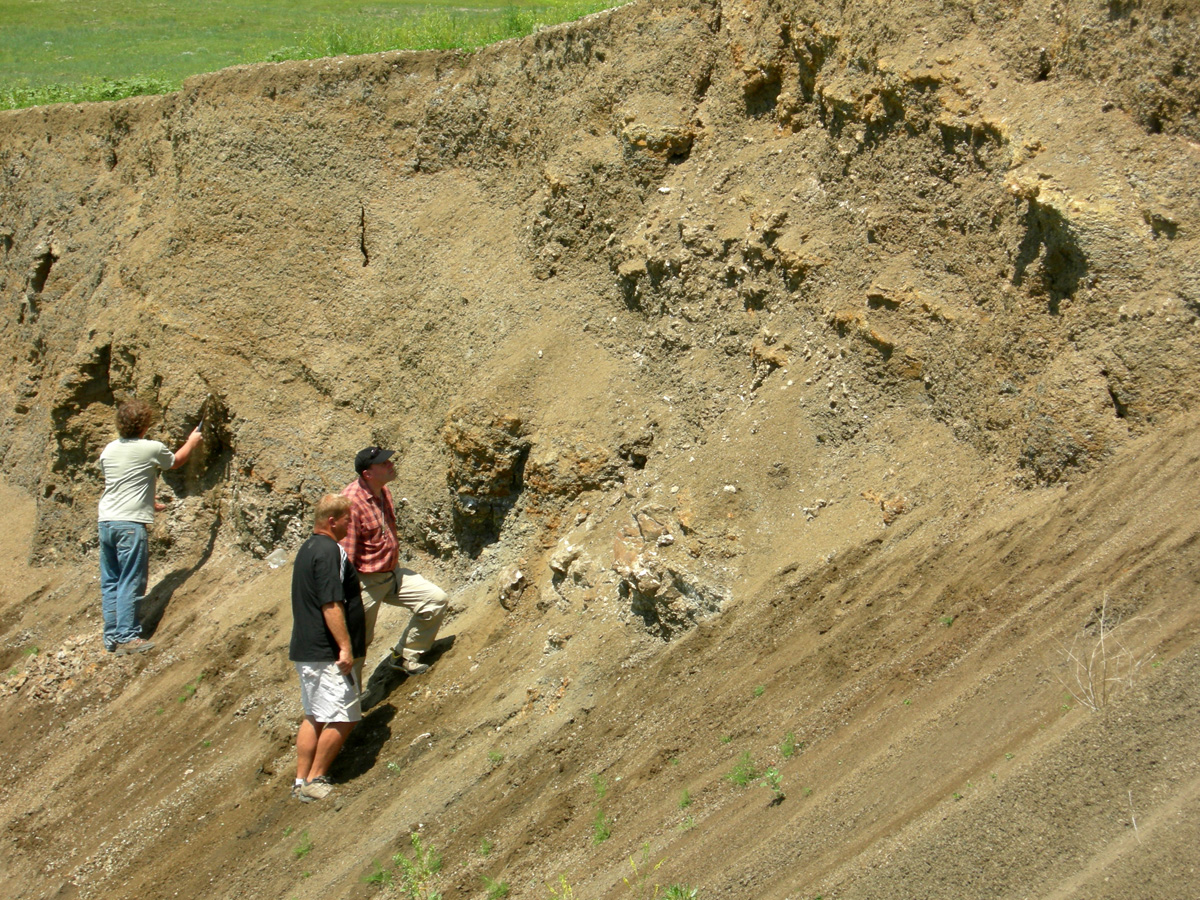
Depósito de emanaciones frías del Cretáceo tardío en Pierre Shale, al sudoeste de Dakota del Sur (EE.UU.).